# Boedelhof

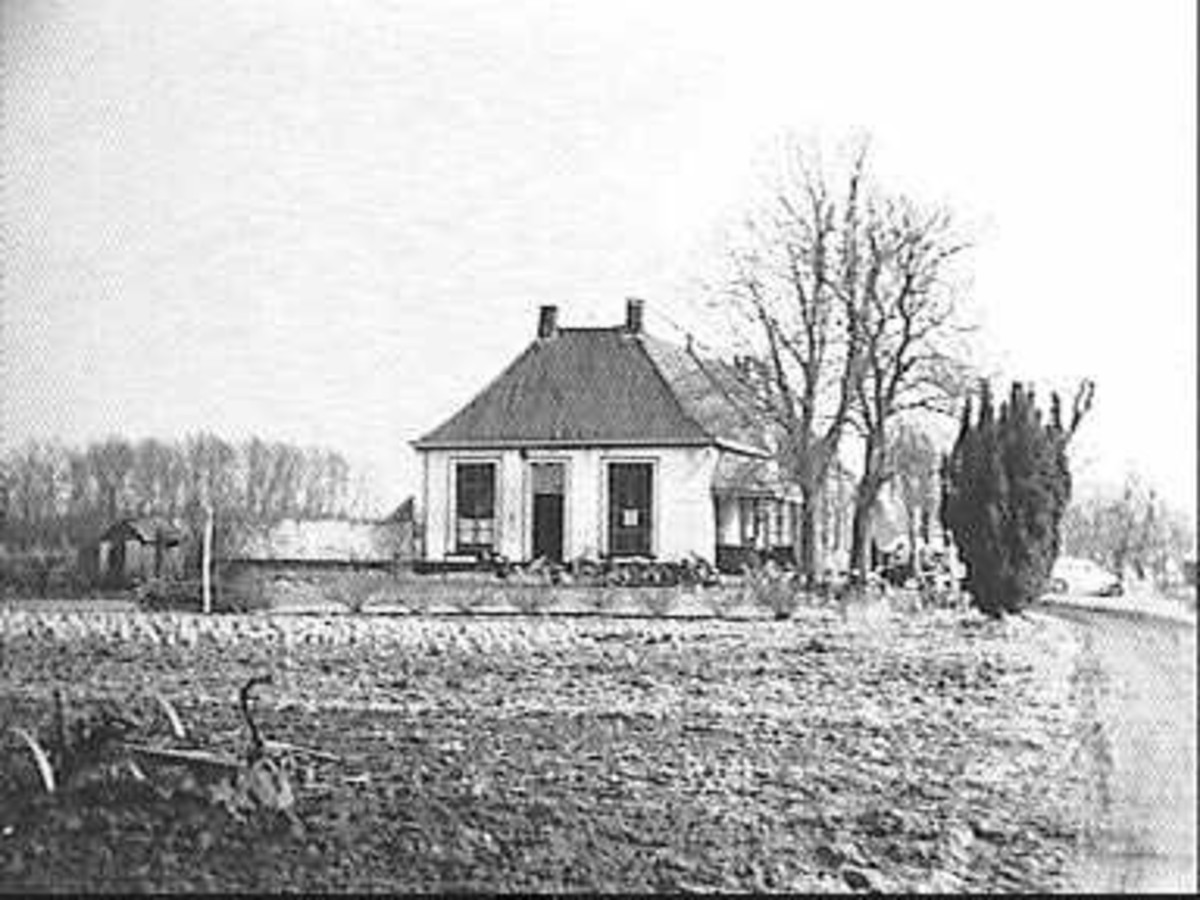
De Boedelhof Eefde in 1960 [https://web.archive.org/web/20140314181220/http://beeldbank.cultureelerfgoed.nl/20500437 RCE

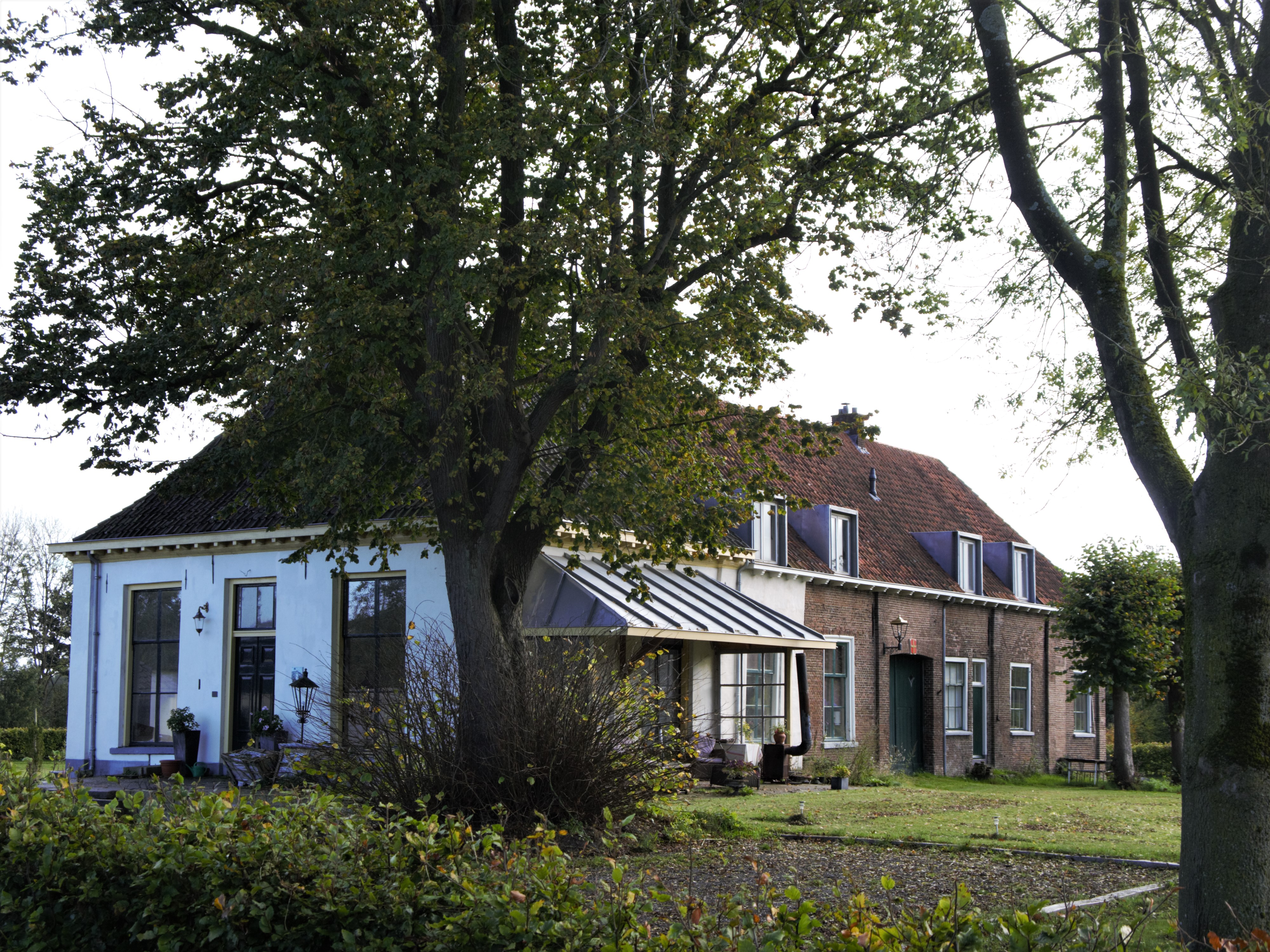
De Boedelhof in 2017

De Boedelhof (Bodolf, Bodelof en Boedeloff) is een voormalige havezate gelegen aan de Boedelhofweg in Eefde in de gemeente Lochem, provincie Gelderland. Destijds de buurtschap Evede (Eefde) te Warnsveld in de voormalige gemeente Gorssel. Het is een van de 36 erkende havezaten van het voormalige Kwartier van Zutphen. Het huidige huis dateert uit 1747.

## Geschiedenis

### Eigenaren en bewoners
De eerste gegevens zijn uit de leenakteboeken van 1378 wanneer Andries Yseren, die het Lentink in Almen bezat, door de hertog van Gelre wordt beleend met de Boedelhof. De familie Yseren had het goed eerder verkregen van Steven van Nettelhorst. Aangenomen wordt dat de familie Yseren het huis heeft gebouwd. In 1583 is het huis verwoest, waarschijnlijk door de Spaanse legeroverste Juan Baptista de Tassis tijdens de belegering van Zutphen. Een kaart van Nicolaes van Geelkercken uit 1628 laat slechts een 'pol', een lege huisplaats zien. Voor de pol staat een boerderij met bijgebouwen. In 1618 vroeg de kwartiervergadering van Zutphen zich af of de Boedelhof wel een havezate was.
In 1601 verkocht Dirck Yseren het leengoed aan Gerlach van der Capellen (1543 - 1625), heer van Rijsselt, kanselier van het Hof van Gelre. Huis Rijsselt lag ongeveer een half uur noordwaarts van de Boedelhof. In 1621 werd zijn zoon Alexander (1600-1656), die in 1624 werd beschreven in de ridderschap van Zutphen, eigenaar. Het oorspronkelijke huis was toen al afgebroken. Alexander liet op dezelfde plek een nieuw huis bouwen waar hij op 8 september 1638 met zijn gezin introk. Het dankgebed van Alexander bij zijn komst op De Boedelhof is bewaard gebleven in het familiearchief. De Boedelhof blijft tot 1807 de vaste woonplaats van de stamhouder van deze tak van de familie Van der Capellen.
Tijdens het beleg van Zutphen in 1672 had de broer van Lodewijk de XIVe hertog van Orléans in juni zijn hoofdkwartier op De Boedelhof. Op 25 juni 1672 begaven de gecommitteerden en drie officieren zich naar de havezate waar de capitulatie van de overgave van Zutphen aan de Fransen werd gesloten en getekend. Daarmee werd moord en plundering op de bevolking van Zutphen voorkomen.
In 1808 verkocht de weduwe van Alexander Hendrik van der Capellen (1732-1807), Adolphina Charlotta Reiniera van Nagell, het goed aan A. Wijnveld c.s., een consortium van speculanten. In 1821 werd het doorverkocht aan douariere Antoinette Maria Charlotte gravin Bentinck (1792-1832) van het aangelegen landgoed Voorst. Zij laat datzelfde jaar alle gebouwen afbreken behalve een van de bijgebouwen, het linker bouwhuis, de oorspronkelijke oranjerie, welke verbouwd werd tot pachtboerderij. Het bevat een wapensteen met het wapen van Frederik Robert Evert van der Capellen (1710-1755), schout van Zutphen en raadsheer van het Hof van Gelre, en de wapensteen van zijn vrouw Anna Margareta Elisabeth van Lynden d'Aspremont (1707-1785) met aan de onderkant het jaartal 1747, het jaar waarin de oranjerie werd gebouwd.
In 1846 werd de boerderij aangekocht door Gerrit Hesselink. Zijn zoon Gerrit Bernard Francois liet het voorhuis verbouwen tot een kleine villa welke hij apart van de rest verhuurde. Na nog enkele eigenaren verkoopt in 1938 de heer Kuiper de boerderij aan mevrouw T.M.A. van der Wall Bake - del Court van Krimpen (eigenaresse en bewoonster van kasteel de Kieftskamp te Vorden). Zij stelt het beschikbaar aan de Zutphense Mixed Hockey Club. Er werden hockeyvelden aangelegd en de boerderij werd gebruikt als clubhuis.

### Het huis
Op de pol van de Boedelhof stond een hoog stenen gebouw dat dienstdeed als spijker. Eromheen was een aarden wal met daaromheen een dubbele gracht met twee bruggen. Dit huis is in 1583 verwoest. In 1638 is op dezelfde plaats een nieuw huis gebouwd. Dit bestond uit een aantal tegen elkaar gebouwde eenheden. Op de tekening uit 1744 is achter het hoofdgebouw de voorganger van het huidige huis te zien. In 1747 is door de familie Van der Capelle een bouwhuis gebouwd op de resten van deze voorganger. Dit werd de oranjerie. Het voorste gedeelte is in het begin van de negentiende eeuw verbouwd tot villa. Op de sluitsteen boven een van de ramen, op de plaats van een vroegere deeldeur, staat het wapen van familie Van der Capellen. Op de sluitsteen van de naastliggende deeldeur staat het wapen van familie Van Lynden d'Aspremont met aan de onderzijde het jaartal 1747.
Opmetingen uit 1809 geven aan dat er om het omgrachte huis een formele aanleg was met wandelpaden en een schelpenfontein. Binnen de omgrachting lagen ook de formele moestuinen. Om het geheel lag een buitengracht. De grachten zijn tussen 1907 en 1933 gedempt. In 1840 was het landgoed 92 ha. groot.

## Huidige situatie
In 1962 werd de Boedelhof voor fl. 65.000 verkocht aan de Zutphense hockeyclub.
In 2004 werd het landgoed aangekocht door een Gelderse Bouwgroep. Er zijn vijf nieuwbouwkavels gerealiseerd waarvan er anno 2015 nog één te koop is. Het voormalige bouwhuis werd in 2011/2012 gerestaureerd en is in gebruik als woonhuis en kantoor.